# Emmanuel Cauvin
Emmanuel Cauvin (Leuze-en-Hainaut, 1771 - 18 maart 1841) was advocaat, vrederechter en politiek lid van het Belgisch Nationaal Congres.

## Levensloop
Cauvin werd in zijn geboortestad gemeenteraadslid, adjunct-secretaris van de gemeente en in 1802 burgemeester.
Hij werd verder griffier van het vredegerecht (1803) en notaris (1817).
In 1830 werd hij naar het Nationaal Congres gestuurd door het arrondissement Doornik. Hij bleef volkomen zwijgzaam tijdens de openbare zittingen. 
Hij stemde voor de onafhankelijkheidsverklaring, voor de eeuwige uitsluiting van de Nassaus, voor Leopold van Saksen Coburg en voor het Verdrag der XVIII artikelen. Hij was afwezig toen over het regentschap werd gestemd en bij de eerste verkiezing voor een staatshoofd gaf hij zijn stem aan de hertog van Leuchtenberg.
In 1835 werd hij vrederechter, eerste schepen van Leuze en provincieraadslid, functies die hij, naast zijn notariaat, uitoefende tot aan zijn dood.